# هنري لونينج
هنري لونينج (بالإنجليزية: Henry Luning)‏ (24 يناير 1905 – 1 سبتمبر 1965) هو سبّاح من الولايات المتحدة راحل، مثّل بلاده في الألعاب الأولمبية الصيفية 1924.

## روابط خارجية
هنري لونينج على موقع الاتحاد الدولي للسباحة (الإنجليزية)
- هنري لونينج على موقع أوليمبيديا (الإنجليزية)